# Griveaudia discothyrata
Griveaudia discothyrata is een vlinder uit de familie van de Callidulidae. De wetenschappelijke naam van de soort is voor het eerst geldig gepubliceerd in 1895 door Poujade.